# The All New Alexei Sayle Show
The All New Alexei Sayle Show va ser una comèdia d'esquetxos emes a la televisió BBC Two en un total de dotze episodis, en dues temporades el 1994 i el 1995. La seqüència del títol presentava Alexei Sayle com un home innocent i acabat d'arribar a Londres cantant lletres alegres i ballant. al voltant de la plaça de Trafalgar.
Fou el successor d'Alexei Sayle's Stuff i predecessor d'Alexei Sayle's Merry-Go-Round. Un actor aleshores desconegut (fora d'Àustria i Alemanya) i guanyador del doble premi de l'Acadèmia Christoph Waltz va aparèixer en un esquetx durant la seva carrera.

## Personatges recurrents
L'espectacle es diferenciava d'Alexei Sayle's Stuff principalment en la introducció de personatges recurrents que inclou:
- Bobby Chariot, alter ego d'Alexei's alter ego. Bobby és un còmic scouse que apareix durant les pauses quan el programa és suposadament ‘aturat’ per motius tècnics. La seva frase ganxo "How you diddling?" invariablement, no engegarà el públic, demanant la resposta: ". .. Bloody sod you, then.". Després els recuperarà amb anècdotes sobre que la seva dona l'havia deixat, el seu problema amb la beguda i dormint al seu Jag. És un còmic arquetípic de la "vella escola" que combina les parts menys políticament correctes de Les Dawson, Ken Dodd i Stan Boardman amb una mica del propi Sayle. Sovint provocarà les rialles fàcils de l'audiència i després, es girarà contra ells quan romanguin sense resposta. Sovint, en lloc de ser vist davant del públic, se'l representa assegut entre ells, abocant-li el cor a una pobra ànima desinteressada i avorrida. Bobby també apareix al programa Alexei Sayle's Merry-Go-Round.
- L'escriptor de gags encara més depriment i desesperat de Bobby, interpretat per Stephen Lewis, continua guanyant males puntuacions en una màquina d'escriure manual.
- Una caricatura de John Smith, qui aleshores liderava el Partit Laborista.
- Els artistes de performance Egbert i Bill (una caricatura dels artistes autèntics Gilbert & George), interpretats plegats per John Sparkes.
- Nancy i Spike. Depenent del punt de vista, els molt políticament incorrectes o molt políticament correctes propietaris d'una botiga de bicicletes de Hackney anomenada "Menstrual cycles".

## Esquetxos
Les dues temporades del show inclouen els esquetxos
- Psycho Ward 11 en la temporada primera era un esporàdic fulletó hospitalari australià interpretat per Jean Marsh i Peter O'Brien.
- Drunk In Time en la temporada 2 satiritza la sèrie de culte de ciència-ficció dels anys 1960 The Time Tunnel. Protagonitzada per Peter Capaldi com el borratxo company de viatge en el temps de Sayle, i Jenny Agutter i Alfred Marks com els científics de la base.[2]